# الإعاقة الحركية المرتبطة بالعمر
الإعاقة الحركية المرتبطة بالعمر هي عدم القدرة على المشي المبلغ عنها ذاتيًا، بسبب ضعف أو محدودية الحركة أو المهارة أو القدرة على التحمل. وغالباً ما تحصل لدى كبار السن بسبب وهن قوة الأطراف السفلية.

## تاريخ المرض
وفقًا للمجلس الوطني للبحوث، من المتوقع أن يزداد عدد كبار السن في الولايات المتحدة بحلول عام ٢٠٣٠ بسبب شيخوخة السكان من جيل طفرة المواليد؛ والذي سيؤدي إلى زيادة عدد الأفراد ذوي الإعاقة الحركية في المجتمع. وهذا يزيد من أهمية القدرة على التنبؤ بالإعاقة بسبب عدم القدرة على المشي في مرحلة مبكرة، ما يؤدي في النهاية إلى خفض تكاليف الرعاية الصحية. تؤدي الشيخوخة إلى انخفاض في القوة الجسدية وفي النهاية تؤدي إلى انخفاض الحركة الوظيفية في الأطراف السفلية، وهذا بدوره يؤدي إلى الإعاقة التي ثبت أنها شائعة لدى النساء بسبب الاختلافات في توزيع الموارد والفرص. سيساعد الاكتشاف المبكر لإعاقات الحركة الأطباء والمرضى في تدارك الحالات التي يمكن أن ترتبط بالإعاقة المستقبلية مبكراً. لا تقتصر إعاقات الحركة على كبار السن والمقيمين في المستشفى؛ فقد أُبلغ عن مثل هذه الإعاقات لدى الأفراد الشباب وغير المقيمين في المستشفى أيضًا بسبب انخفاض الحركة الوظيفية. تؤدي الزيادة في معدل الإعاقة إلى فقدان الاستقلالية الوظيفية. وكذلك يزيد من خطر الإصابة بأمراض مزمنة في المستقبل.

## تعريف المرض
يُعرف التنقل على أنه القدرة على التحرك، وتحدث الإعاقة الحركية عندما يواجه الشخص مشكلات في أداء بعض الأنشطة مثل المشي أو الوقوف أو التوازن. يمكن أن يساعد استخدام جهاز المساعدة على الحركة مثل سكوتر التنقل أو الكرسي المتحرك أو العكازات أو أجهزة المشي في إنجاز الفعاليات اليومية. وُضِع مصطلح آخر لتعريف إعاقات الحركة على أساس الأداء هو «إعاقة الحركة القائمة على الأداء». وهو عدم مقدرتك على زيادة سرعة المشي لأكثر من 0.4 م / ث. إذا كان الفرد غير قادر على المشي بسرعة أكبر من 0.4 م / ث، يُعدّ معاقًا بشدة ويحتاج جهاز تنقل للمشي والتكيف في المجتمع.

## عوامل الخطر
هناك عدد من العوامل التي يمكن أن ترتبط بإعاقة الحركة، ولكن وفقًا لمراكز السيطرة على الأمراض والوقاية منها، «وُجد أن السكتة الدماغية هي السبب الرئيس لإعاقة الحركة، وبالتالي فإنها تقلل الحركة الوظيفية لدى أكثر من نصف الناجين من السكتات الدماغية. والذين تكون أعمارهم فوق الـ 65 سنة».

## وسائل القياس
هناك العديد من وسائل القياس المصممة لاكتشاف إعاقات الحركة. يجري تصنيف المقاييس التي يمكنها اكتشاف إعاقات التنقل إلى فئتين، مقاييس الإبلاغ الذاتي ومقاييس الأداء. هناك حاجة للتمييز بين هذه الدلائل بناءً على قدرتها على اكتشاف إعاقات الحركة، مثل الاختلافات في موثوقيتها وصلاحيتها. تُستخدم الدلائل المبلغ عنها ذاتيًا بشكل شائع للكشف عن إعاقات الحركة، ولكن دلائل الأداء التي جرى تطويرها مؤخرًا أثبتت فعاليتها في التنبؤ بإعاقات الحركة المستقبلية لدى كبار السن.

### التدابير التي يُبلِغ عنه الفرد ذاتيًا (ما يلاحظه الفرد في نفسه)
تستخدم العديد من الدراسات البحثية النوعية المسح (البحث البشري) والاستبيانات والمقاييس المبلغ عنها ذاتيًا لاكتشاف الانخفاض في الحركة الوظيفية أو للتنبؤ بإعاقة الحركة المستقبلية لدى كبار السن. مزايا مقاييس البحث النوعي هذه هي الحصول على البيانات بسهولة ويمكن إجراؤها على عدد أكبر من السكان. على الرغم من وجود اختلاف في إدراك الحالة بين المواضيع (اختلاف الجنس)، ونوع الحالات المزمنة والتغيرات المرتبطة بالعمر مثل الذاكرة والاستدلال، فإن جميع هذه الاختلافات يمكن أن تؤثر على معلومات ودرجات الفرد، لا تزال الإجراءات التي جرى الإبلاغ عنها ذاتيًا تستخدم على نطاق واسع في دراسات السلوك والارتباط. التدابير التي يجري الإبلاغ عنها ذاتيًا بشكل شائع للكشف عن إعاقة الحركة هي مقياس تأثير السكتة الدماغية، مقياس روسو بريسالو، مؤشر بارثل، مقياس فعالية تينيتي فولز. استنادًا إلى موثوقية هذه المقاييس وصلاحيتها، أثبت مقياس تأثير السكتة الدماغية أنه يتمتع بمصداقية ممتازة في الاختبار وإعادة الاختبار وبناء الصلاحية، ومع ذلك، لم يتم إثبات ما إذا كان بإمكانه التنبؤ بإعاقة الحركة المستقبلية لدى كبار السن. في المقابل، أثبت مقياس روسو بيرسالو ومؤشر بيرثل ومقياس فعالية تينيتي فولز أهمية التنبؤ بإعاقة الحركة المستقبلية بناءً على الأنشطة المتضمنة في مقاييس الاستبيان.

### اختبارات الأداء أو مقاييس الأداء
من السهل اكتشاف إعاقات الحركة الناتجة عن آلام العضلات والعظام المرتبطة بالعمر أو زيادة الحالات المزمنة من خلال مقاييس الأداء. بعض مقاييس الأداء شائعة الاستخدام للكشف عن إعاقات الحركة هي اختبار المشي لمسافة 400 متر، واختبار المشي لمدة 5 دقائق، وسرعة المشي، واختبار الأداء البدني القصير المعتمد على البطارية. من بين هذه المقاييس، ثبتَ أن اختبار المشي لمسافة 400 متر واختبار الأداء البدني القصير المعتمد على البطارية لهما قدرة عالية على التنبؤ بإعاقة الحركة لدى كبار السن. بالإضافة إلى التنبؤ، هناك علاقة متوسطة إلى ممتازة بين هذين الاختبارين. استنادًا إلى موثوقية وصلاحية مقاييس القياس للتنبؤ بإعاقة الحركة، ترتبط الدلائل المبلغ عنها ذاتيًا مثل مؤشر بارثل ومقاييس الأداء مثل اختبار المشي لمسافة 400 متر واختبار الأداء البدني القصير ارتباطًا وثيقًا بالتنبؤ بإعاقة الحركة لدى كبار السن.